# Činovi u Oružanim snagama SFRJ
Činovi u Oružanim snagama SFRJ označavali su stupanj starješinstva među vojnicima, mornarima, pitomcima vojnih škola, mlađim i starijim časnicima te generalima koji su kao vojnici, mornari, vojnici po ugovoru na određeno vrijeme, pitomci vojnih škola, djelatne vojne osobe, pričuvni sastav, građanske osobe na službi u oružanim snagama i ostali pripadnici oružanih snaga činili sustav oružanih snaga Socijalističke Federativne Republike Jugoslavije.
Sustav oružanih snaga SFRJ činili su Jugoslavenska narodna armija, Teritorijalna obrana, Savez rezervnih vojnih starješina te druge organizacije koje odredi državni sekretar za narodnu obranu (kasnije savezni sekretar), strukture Općenarodne obrane i Društvene samozaštite (ONO i DSZ u jedinicama društvenopolitičkih organizacija i zajednica, radnim organizacijama koje nastavljaju proizvodnju u ratu itd.), milicija itd. u koje je građanin mogao dobiti ratni raspored. 
Činovima su se oslovljavali i u građanskoj službi, tako su primjerice Oružane snage SFRJ često bile korištene u građevinarstvu (osobito kod izgradnje vojnih postrojenja, uključujući vojne stambene zgrade). 

## Činovi u oružanim snagama SFRJ
Dijelili su se na:
- činove vojnika, mornara i pitomaca srednjih vojnih škola:

razvodnik, desetar, mlađi vodnik
- činove pitomaca škola za rezervne časnike:

razvodnik, desetar, mlađi vodnik, vodnik
- činove pitomaca škola za aktivne časnike:

razvodnik, desetar, mlađi vodnik, vodnik, vodnik I. klase
- činove mlađih časnika:

vodnik, vodnik I. klase, stariji vodnik, stariji vodnik I. klase, zastavnik, zastavnik I. klase
- činove časnika:

potporučnik, poručnik/poručnik korvete, kapetan/poručnik fregate, kapetan 1. klase/poručnik bojnog broda, major/kapetan korvete, potpukovnik/kapetan fregate,  pukovnik/kapetan bojnog broda
- činove generala i admirala:

general-major/kontraadmiral, general-potpukovnik/viceadmiral, general-pukovnik/admiral, general armije/admiral flote, general 
|                               | Kopnena vojska          | Ratna mornarica         |
| ----------------------------- | ----------------------- | ----------------------- |
| generali i admirali           | general                 | general                 |
| generali i admirali           | general armije          | admiral flote           |
| generali i admirali           | general-pukovnik        | admiral                 |
| generali i admirali           | general-potpukovnik     | viceadmiral             |
| generali i admirali           | general-major           | kontraadmiral           |
| časnici (oficiri)             | pukovnik                | kapetan bojnog broda    |
| časnici (oficiri)             | potpukovnik             | kapetan fregate         |
| časnici (oficiri)             | major                   | kapetan korvete         |
| časnici (oficiri)             | kapetan 1. klase        | poručnik bojnog broda   |
| časnici (oficiri)             | kapetan                 | poručnik fregate        |
| časnici (oficiri)             | poručnik                | poručnik korvete        |
| časnici (oficiri)             | potporučnik             | potporučnik             |
| mlađi časnici (mlađi oficiri) | zastavnik 1. klase      | zastavnik 1. klase      |
| mlađi časnici (mlađi oficiri) | zastavnik               | zastavnik               |
| mlađi časnici (mlađi oficiri) | stariji vodnik 1. klase | stariji vodnik 1. klase |
| mlađi časnici (mlađi oficiri) | stariji vodnik          | stariji vodnik          |
| mlađi časnici (mlađi oficiri) | vodnik 1. klase         | vodnik 1. klase         |
| mlađi časnici (mlađi oficiri) | vodnik                  | vodnik                  |
| vojnici i mornari             | mlađi vodnik            | mlađi vodnik            |
| vojnici i mornari             | desetar                 | desetar                 |
| vojnici i mornari             | razvodnik               | razvodnik               |
| vojnici i mornari             | vojnik                  | mornar                  |

Činovi u kopnenoj vojsci odgovarali su činovima u ratnom zrakoplovstvu i protuzračnoj obrani. Osobe u rezervnom sastavu imale su ispred čina predmetak rez. što je označavalo da u tom trenutku nisu bile u djelatnom vojnom sastavu. U slučaju aktiviranja u djelatni vojni sastav oznaka se nije predmetala. U kolokvijalnoj uporabi postojala je razlika između prva četiri časnička (oficirska) čina i sljedeća tri, ali se ne može govoriti o nižim časničkim i višim časničkim činovima, jer su svi oni časnici. Nije bilo formalnoga razlikovanja među njima. Uvijek se zna, tko je stariji po činu taj je pretpostavljeni, tko je mlađi po činu taj je podčinjeni. Isto tako nije bilo razlikovanja na više mlađe časnike i niže mlađe časnike.

## Klase u oružanim snagama SFRJ
Klase vojnih službenika u oružanim snagama SFRJ odgovarale su u pravima starješinstva činovima, ali nisu davale pravo vođenja i zapovjedanja (ViZ), iako su u slučajevima rata i ne postojanja višeg čina, klase ipak davale ta prava.
Klase vojnih službenika bile su:
| Klasa                       | Čin                     |
| --------------------------- | ----------------------- |
| vojni službenik IX. klase   | stariji vodnik I. klase |
| vojni službenik VIII. klase | zastavnik               |
| vojni službenik VII. klase  | potporučnik             |
| vojni službenik VI. klase   | poručnik                |
| vojni službenik V. klase    | kapetan                 |
| vojni službenik IV. klase   | kapetan I. klase        |
| vojni službenik III. klase  | major                   |
| vojni službenik II. klase   | potpukovnik             |
| vojni službenik I. klase    | pukovnik                |

## Maršal Jugoslavije
Postojao je i počasni naziv maršala Jugoslavije koji je za vrijeme postojanja SFRJ nosio samo Josip Broz Tito, zvanje je uvedeno na Drugom zasjedanju AVNOJ-a, a objavljeno je kasnije i u Službenom listu DFJ broj 1. od 1945. godine. U nekim vojskama postoji kao redoviti čin, npr. u Ujedinjenom Kraljevstvu - Field Marshal, u Francuskoj - Marechal de France, u bivšem SSSR-u i drugdje. Naziv maršal Jugoslavije nije bio čin, a tijekom Narodno-oslobodilačke borbe nisu postojali činovi već nazivi i položaji, najznačajniji zapovjednik i politički komesar. Njih su morale imati sve jedinice.

## Prevođenje činova i klasa OS SFRJ u činove OS RH
Temeljem Uredbe o činovima, dodjeli činova, promaknućima u viši čin, te prevođenju i odorama pripadnika Oružanih snaga Republike Hrvatske (Narodne novine, br. 57/91.), pripadnicima oružanih snaga koji su čin stekli u oružanim snaga SFRJ, omogućeno je prevođenje čina u činove Oružanih snaga RH.
Prevođenje činova OS SFRJ u činove OS RH
| čin u oružanim snagama SFRJ | čin u oružanim snagama RH |
| --------------------------- | ------------------------- |
| vodnik                      | desetnik                  |
| vodnik I. klase             | vodnik                    |
| stariji vodnik              | stožerni vodnik           |
| stariji vodnik I. klase     | narednik                  |
| zastavnik                   | stožerni narednik         |
| zastavnik I. klase          | časnički namjesnik        |
| potporučnik                 | zastavnik                 |
| poručnik                    | poručnik                  |
| kapetan                     | natporučnik               |
| kapetan I. klase            | satnik                    |
| major                       | bojnik                    |
| potpukovnik                 | pukovnik                  |
| pukovnik                    | brigadir                  |
| general-major               | general-bojnik            |
| general-potpukovnik         | general-pukovnik          |
| general-pukovnik            | general-zbora             |

Prevođenje klasa vojnih službenika OS SFRJ u činove OS RH
| klasa u oružanim snagama SFRJ | čin u oružanim snagama RH |
| ----------------------------- | ------------------------- |
| vojni službenik IX. klase     | narednik                  |
| vojni službenik VIII. klase   | stožerni narednik         |
| vojni službenik VII. klase    | zastavnik                 |
| vojni službenik VI. klase     | poručnik                  |
| vojni službenik V. klase      | natporučnik               |
| vojni službenik IV. klase     | satnik                    |
| vojni službenik III. klase    | bojnik                    |
| vojni službenik II. klase     | pukovnik                  |
| vojni službenik I. klase      | brigadir                  |

## Oznake u oružanim snagama SFRJ
- Amblem na kapi podčasnika Ratne mornarice SFRJ
- Amblem na kapi podčasnika Ratne mornarice SFRJ
- Oznaka pripadnosti zrakoplova SFRJ
- Amblem na kapi zrakoplovaca
- Znak padobranstva
- Letački znak zrakoplovaca
- Značka podmorničara

### Ostali izvori
1. Vojni leksikon, Vojnoizdavački zavod, Beograd 1981.
2. Opća enciklopedija, Jugoslavenski leksikografski zavod, 1977.
3. Priručnik za vojnika pješaštva (izvorno pešadije), Vojnoizdavački i novinski centar, Beograd, 1990.
4. Alavanja, Petar; Radonjić, Mihailo; Pujić, Milan; Loncović, Vojislav; Vasović, Jovan; Vasiljević, Milan; Stošković, Slobodan; Veković, Radisav; Mitevski, Dušan (1977) Obrana i zaštita 2 : Udžbenik za II. razred srednjih škola; Školska knjiga (Zagreb), Partizanska knjiga (Ljubljana), Pokrajinski zavod za izdavanje udžbenika SAP Vojvodine (Novi Sad), Pokrajinski zavod za udžbenike i nastavna sredstva SAP Kosova (Priština), Prosvetno delo (Skopje), Republički zavod za unaprijeđivanje školstva (Titograd), IGKRO »Svjetlost« - OOUR Zavod za udžbenike (Sarajevo), Zavod za udžbenike i nastavna sredstva (Beograd)